# Zapote de Barajas
Zapote de Barajas är en ort i Mexiko.   Den ligger i kommunen Pénjamo och delstaten Guanajuato, i den centrala delen av landet, 290 km väster om huvudstaden Mexico City. Zapote de Barajas ligger 1 703 meter över havet och antalet invånare är 1 069.
Terrängen runt Zapote de Barajas är varierad. Runt Zapote de Barajas är det ganska tätbefolkat, med 111 invånare per kvadratkilometer. Närmaste större samhälle är Pénjamo, 6,6 km norr om Zapote de Barajas. Trakten runt Zapote de Barajas består till största delen av jordbruksmark.